# ستراژیشتی
ستراژیشتی (به چکی: Strážiště) یک منطقهٔ مسکونی در جمهوری چک است که در ناحیه ملادا بولسلاو واقع شده‌است.